# Melangea
Melangeia (en grec antic Μελαγγεῖα) era un indret de l'antiga Arcàdia del districte de Mantinea.
Pausànias diu que estava situada en un dels dos camins d'entrada de l'Argòlida en direcció a Mantinea, i diu que, d'allí, a través d'un aqüeducte, arribava l'aigua a Mantinea. Afegeix, que a set estadis de la ciutat, hi havia una font anomenada «dels Meliastes», on hi havia un mègaron dedicat a Dionís i on aquests meliastes celebraven els misteris del déu. Al costat hi havia un temple d'Afrodita anomenada Melènide.